# ستيفن أميس
ستيفن أميس هو لاعب غولف كندي، ولد في 28 أبريل 1964 في سان فرناندو، ترينيداد وتوباغو في ترينيداد وتوباغو.

## وصلات خارجية
- ستيفن أميس على موقع رابطة لاعبي الغولف المحترفين (الإنجليزية)
- ستيفن أميس على موقع رابطة أوروبا للاعبي الغولف المحترفين (الإنجليزية)
- ستيفن أميس على موقع التصنيف العالمي الرسمي للغولف (الإنجليزية)